# Schermen op de Olympische Zomerspelen 2008
Schermen is een van de sporten die beoefend werden tijdens de Olympische Zomerspelen 2008 in Peking. De wedstrijden werden van 9 tot en met 17 augustus 2008 gehouden in de Schermhal.

## Kwalificatie
Een land dat zich had geplaatst voor een teamonderdeel mocht in die discipline drie schermers afvaardigen, anders was het maximum twee. Het gastland mocht ten minste acht schermers afvaardigen.

## Onderdelen en programma
Op het olympische programma staan 10 onderdelen. In de onderstaande tabel staan de onderdelen en het programma.
| Onderdeel                | Datum          |
| ------------------------ | -------------- |
| Heren degen individueel  | zo 10 augustus |
| Dames degen individueel  | wo 13 augustus |
| Heren floret individueel | wo 13 augustus |
| Dames floret individueel | ma 11 augustus |
| Heren sabel individueel  | di 12 augustus |
| Dames sabel individueel  | za 9 augustus  |
| Heren degen team         | vr 15 augustus |
| Dames floret team        | za 16 augustus |
| Heren sabel team         | zo 17 augustus |
| Dames sabel team         | do 14 augustus |

## Uitslagen

### Heren degen individueel
| rang   | sporter           | land      |
| ------ | ----------------- | --------- |
| Goud   | Matteo Tagliariol | Italië    |
| Zilver | Fabrice Jeannet   | Frankrijk |
| Brons  | José Luis Abajo   | Spanje    |
| 4      | Gabor Bockzo      | Hongarije |

### Heren floret individueel
| rang   | sporter            | land      |
| ------ | ------------------ | --------- |
| Goud   | Benjamin Kleibrink | Duitsland |
| Zilver | Yuki Ota           | Japan     |
| Brons  | Salvatore Sanzo    | Italië    |
| 4      | Zhu Jun            | China     |

### Heren sabel individueel
| rang   | sporter       | land      |
| ------ | ------------- | --------- |
| Goud   | Zhong Man     | China     |
| Zilver | Nicolas Lopez | Frankrijk |
| Brons  | Mihai Covaliu | Roemenië  |
| 4      | Julien Pillet | Frankrijk |

### Heren degen team
| rang   | sporters                                                          | land      |
| ------ | ----------------------------------------------------------------- | --------- |
| Goud   | Fabrice Jeannet Jérôme Jeannet Ulrich Robeiri                     | Frankrijk |
| Zilver | Robert Andrzejuk Tomasz Motyka Adam Wiercioch Radosław Zawrotniak | Polen     |
| Brons  | Stefano Carozzo Diego Confalonieri Alfredo Rota Matteo Tagliariol | Italië    |
| 4      | Dong Guotao Yin Lianchi Li Guojie                                 | China     |

### Heren sabel team
| rang   | sporters                                                | land             |
| ------ | ------------------------------------------------------- | ---------------- |
| Goud   | Nicolas Lopez Julien Pillet Boris Sanson                | Frankrijk        |
| Zilver | Tim Morehouse James Williams Keeth Smart                | Verenigde Staten |
| Brons  | Aldo Montano Giampiero Pastore Luigi Tarantino          | Italië           |
| 4      | Stanislav Pozdnjakov Nikolaj Kovaljov Aleksej Jakimenko | Rusland          |

### Dames degen individueel
| rang   | sporter              | land      |
| ------ | -------------------- | --------- |
| Goud   | Britta Heidemann     | Duitsland |
| Zilver | Ana Maria Branza     | Roemenië  |
| Brons  | Ildikó Mincza-Nébald | Hongarije |
| 4      | Li Na                | China     |

### Dames floret individueel
| rang   | sporter              | land       |
| ------ | -------------------- | ---------- |
| Goud   | Valentina Vezzali    | Italië     |
| Zilver | Nam Hyun-hee         | Zuid-Korea |
| Brons  | Margherita Granbassi | Italië     |
| 4      | Giovanna Trillini    | Italië     |

### Dames sabel individueel
| rang   | sporter        | land             |
| ------ | -------------- | ---------------- |
| Goud   | Mariel Zagunis | Verenigde Staten |
| Zilver | Sada Jacobson  | Verenigde Staten |
| Brons  | Rebecca Ward   | Verenigde Staten |
| 4      | Sofja Velikaja | Rusland          |

### Dames floret team
| rang   | sporters                                                                  | land             |
| ------ | ------------------------------------------------------------------------- | ---------------- |
| Goud   | Svetlana Boiko Aida Sjanajeva Victoria Nikichina Jevgenia Lamonova        | Rusland          |
| Zilver | Emily Cross Hanna Thompson Erinn Smart                                    | Verenigde Staten |
| Brons  | Valentina Vezzali Giovanna Trillini Margherita Granbassi Ilaria Salvatori | Italië           |
| 4      | Virginie Ujlaki Gabriella Varga Aida Mohamed                              | Hongarije        |

### Dames sabel team
| rang   | sporters                                                 | land             |
| ------ | -------------------------------------------------------- | ---------------- |
| Goud   | Olga Charlan Olena Chomrova Halvna Poendyk Olga Zjovnir  | Oekraïne         |
| Zilver | Bao Yingying Ni Hong Tan Xue Huang Haiyang               | China            |
| Brons  | Rebecca Ward Sada Jacobson Mariel Zagunis                | Verenigde Staten |
| 4      | Solenn Mary Leonore Perrus Carole Vergne Anne-Lise Touya | Frankrijk        |

## Medaillespiegel
| Plaats | Land             | NOC    | Goud | Zilver | Brons | Totaal |
| ------ | ---------------- | ------ | ---- | ------ | ----- | ------ |
| 1      | Frankrijk        | FRA    | 2    | 2      | 0     | 4      |
| 2      | Italië           | ITA    | 2    | 0      | 5     | 7      |
| 3      | Duitsland        | GER    | 2    | 0      | 0     | 2      |
| 4      | Verenigde Staten | USA    | 1    | 3      | 2     | 6      |
| 5      | China            | CHN    | 1    | 1      | 0     | 2      |
| 6      | Oekraïne         | UKR    | 1    | 0      | 0     | 1      |
| 6      | Rusland          | RUS    | 1    | 0      | 0     | 1      |
| 8      | Roemenië         | ROU    | 0    | 1      | 1     | 2      |
| 9      | Japan            | JPN    | 0    | 1      | 0     | 1      |
| 9      | Polen            | POL    | 0    | 1      | 0     | 1      |
| 9      | Zuid-Korea       | KOR    | 0    | 1      | 0     | 1      |
| 12     | Hongarije        | HUN    | 0    | 0      | 1     | 1      |
| 12     | Spanje           | ESP    | 0    | 0      | 1     | 1      |
| Totaal | Totaal           | Totaal | 10   | 10     | 10    | 30     |

Athene 1896 · 
Parijs 1900 · 
St. Louis 1904 · 
Athene 1906 · 
Londen 1908 · 
Stockholm 1912 · 
Antwerpen 1920 · 
Parijs 1924 · 
Amsterdam 1928 · 
Los Angeles 1932 · 
Berlijn 1936 · 
Londen 1948 · 
Helsinki 1952 · 
Melbourne 1956 · 
Rome 1960 · 
Tokio 1964 · 
Mexico-Stad 1968 · 
München 1972 · 
Montréal 1976 · 
Moskou 1980 · 
Los Angeles 1984 · 
Seoel 1988 · 
Barcelona 1992 · 
Atlanta 1996 · 
Sydney 2000 · 
Athene 2004 · 
Peking 2008 · 
Londen 2012 · 
Rio de Janeiro 2016 · 
Tokio 2020 · 
Parijs 2024 · 
Los Angeles 2028 
Medaillewinnaars
atletiek · badminton · basketbal · boksen · boogschieten · gewichtheffen · gymnastiek · handbal · hockey · honkbal · judo · kanovaren · moderne vijfkamp · paardensport · roeien · schermen · schietsport · schoonspringen · softbal · synchroonzwemmen · taekwondo · tafeltennis · tennis · triatlon · voetbal · volleybal · waterpolo · wielersport · worstelen · zeilen · zwemmen